# 蓝丝绒战士
《蓝丝绒战士》（日语：バトルガール藍）是饭坂友佳子的少女漫画代表作之一。1993年开始在小学馆的漫画杂志《Sho-Comi》上连载，1993年3月26日至1994年9月26日共发行单行本全8卷。随后于1995年6月21日发行了同名的广播剧CD。

## 故事内容
各务蓝是一个充满活力、活泼可爱的普通16岁女高中生，某天因一次车祸而命在旦夕，来后在不知不觉中被一个不为人知的特殊秘密警察机构所救，并将身体加以改造成为拥有超能力的少女战士，加入了该机构。她的搭档是一位名叫狭雾屋凌的谜样少年，他们两人将齐心协力对抗邪恶势力的黑道组织“黑蜥蜴”。在对抗“黑蜥蜴”的过程中，各务蓝发现围绕在自己身边的朋友竟然都是“黑蜥蜴”的成员……。

## 登场角色

### 特殊秘密警察机构
各务蓝
16岁女高中生。获得重生后而被特殊秘密警察机构改造为超能力少女，与搭档狭雾屋凌一同与“黑蜥蜴”组织对抗。后与凌成为恋人。
狭雾屋凌
特殊秘密警察机构的一员。从小就发现自身拥有不可思议的超能力，便与孪生姐姐狭雾屋优一同离家出走并建立起了“黑蜥蜴”黑道组织。因父母为此而感到非常惧怕，打算要把凌与优分开，优因为不愿与弟弟分开而利用超能力把父母给杀害了，无法拯救父母的凌气愤万分而把优打成重伤后逃跑，从此而加入了特殊警察机构与“黑蜥蜴”组织对抗。
X先生
特殊秘密警察机构的最高指挥官。外表是一个穿着西装的白领男性，一直都以带着面具的神秘方式出现，从不在任何人面前公开自己的相貌与真实身份。不但自己喜欢带面具也特别喜欢收集面具。
亚历山卓
特殊秘密警察机构的一员。实际上她具有会话能力与思考能力，是一只懂人话的天才九官鸟。

### 黑蜥蜴组织
主要目的是收集四枚黄金古钱徽章，完成统治世界的命运之镜，企图征服全世界的超能力黑道组织。
狭雾屋优
“黑蜥蜴”的首领，也是凌的孪生姐姐。自小因不愿与弟弟凌分开而杀害了父母，后被气愤的凌打伤，菲利浦为了拯救优而把优陷入了5年的长眠中。后来“黑蜥蜴”完成了命运之镜而使优从长眠中苏醒过来。
菲利浦
“黑蜥蜴”的第二头号人物，7年前帮助优建立起“黑蜥蜴”组织的人，拥有极为强大的力量。后与优成为恋人。
一条馨
“黑蜥蜴”的干部之一。与各务蓝与狭雾屋凌敌对的过程中而背叛了组织，从而遭到组织的追杀，后来被X先生拉拢，成为了特殊秘密警察机构的朋友。
黑崎凯
“黑蜥蜴”的干部之一。情况与一条馨一样。
信·柏德 鲁密那斯
“黑蜥蜴”的干部之一，拥有理性和冷静的个性。情况与一条馨一样。
雷·R 鲁密那斯
“黑蜥蜴”的干部之一，是信的弟弟。情况同哥哥、一条馨与黑崎凯一样。
猪鹿蝶三人组
“黑蜥蜴”的干部三人组，由“京极小猪”、“绫小路鹿乃子”、“后白河院蝶子”组成。平时是百合学园高中三年级的三个女生，她们一同举办了个叫“粉蔷薇”的茶会。
黑蜥蜴美女队
“黑蜥蜴”的干部三人组，由“漂亮的冷”、“美艳的伢”、“性感的兰”组成。

## 用语解说
黄金徽章
是散落在人间的四枚黄金古钱。“黑蜥蜴”的目的是将这四枚古钱徽章集齐，并放在命运之镜的四个方角上，从而获得征服世界的强大力量。
风灵之吻
第一枚黄金徽章。是一枚镶在女神像上的绿宝石古钱。
火灵的诱惑
第二枚黄金徽章。是一枚镶在皇冠上的红色宝石。
水灵的沉默
第三枚黄金徽章。是一枚拴在黄金链子上的吊坠，散发着蓝宝石的耀眼光芒，别名为“受诅咒之链”。
地灵之惠
第四枚黄金徽章。是一条皮带上的装饰品。含有金绿石和黄玉的成分。
命运之镜
四枚黄金徽章而完成的一面古代宝镜，是传说中拥有庞大力量的神秘魔镜。所谓迪修达是象征着命运、时间、死亡、世界的一面镜子。但实际上是虚构的。

## 各卷标题
| 单行本               | 回数     | 收录話                       |
| -------------------- | -------- | ---------------------------- |
| 第1卷 1993年3月26日  | 序章     | 蓝丝绒战士诞生！！           |
| 第1卷 1993年3月26日  | Chap.1   | 钢琴师的温柔                 |
| 第1卷 1993年3月26日  | Chap.2   | 校庆★恐怖！！                |
| 第1卷 1993年3月26日  | Chap.3   | 圣诞夜未眠…                  |
| 第1卷 1993年3月26日  | Chap.4   | 拜年★(秘)约会                |
| 第1卷 1993年3月26日  | Chap.5   | 动物园惊魂                   |
| 第1卷 1993年3月26日  | 附录     | 作者小札★蓝丝绒战士          |
| 第2卷 1993年6月26日  | Chap.6   | 小姐要小心！！               |
| 第2卷 1993年6月26日  | Chap.7   | 情人节礼物                   |
| 第2卷 1993年6月26日  | Chap.8   | 爸爸和妈妈的千钧一发（前篇） |
| 第2卷 1993年6月26日  | Chap.8   | 爸爸和妈妈的千钧一发（后篇） |
| 第2卷 1993年6月26日  | Chap.9   | 暗杀X先生计划…！！           |
| 第2卷 1993年6月26日  | Chap.10  | 身体交换                     |
| 第2卷 1993年6月26日  | 附录     | 作者小札★蓝丝绒战士          |
| 第3卷 1993年9月25日  | Chap.11  | 危险校园香！                 |
| 第3卷 1993年9月25日  | Chap.12  | 蓝游仙境（前篇）             |
| 第3卷 1993年9月25日  | Chap.12  | 蓝游仙境（后篇）             |
| 第3卷 1993年9月25日  | Chap.13  | 贴身保镖蓝（前篇）           |
| 第3卷 1993年9月25日  | Chap.13  | 贴身保镖蓝（后篇）           |
| 第3卷 1993年9月25日  | 附录     | 作者小札★蓝丝绒战士          |
| 第3卷 1993年9月25日  | 特别报导 | 千钧一发★吸血鬼              |
| 第4卷 1993年12月15日 | Chap.14  | 欢迎来到占星馆               |
| 第4卷 1993年12月15日 | Chap.15  | 为爱拼斗                     |
| 第4卷 1993年12月15日 | Chap.16  | 打倒黑蜥蜴                   |
| 第4卷 1993年12月15日 | Chap.17  | 不可思议的森林鬼屋           |
| 第4卷 1993年12月15日 | Chap.18  | 海边配对选美（前篇）         |
| 第4卷 1993年12月15日 | 附录     | 作者小札★蓝丝绒战士          |
| 第5卷 1994年2月26日  | Chap.18  | 海边配对选美（后篇）         |
| 第5卷 1994年2月26日  | Chap.19  | 偶像各务蓝                   |
| 第5卷 1994年2月26日  | Chap.20  | 各务蓝该减肥了               |
| 第5卷 1994年2月26日  | Chap.21  | 黑崎凯的决心                 |
| 第5卷 1994年2月26日  | Chap.22  | 新计划                       |
| 第5卷 1994年2月26日  | 附录     | 作者小札★蓝丝绒战士          |
| 第6卷 1994年4月26日  | Chap.23  | 每个人的圣诞夜               |
| 第6卷 1994年4月26日  | Chap.24  | 保持沉默（前篇）             |
| 第6卷 1994年4月26日  | Chap.24  | 保持沉默（后篇）             |
| 第6卷 1994年4月26日  | Chap.25  | 最后的古钱                   |
| 第6卷 1994年4月26日  | Chap.26  | 第二年的情人节               |
| 第6卷 1994年4月26日  | 附录     | 作者小札★蓝丝绒战士          |
| 第7卷 1994年7月26日  | Chap.27  | 意外的结果                   |
| 第7卷 1994年7月26日  | Chap.28  | 菲利浦                       |
| 第7卷 1994年7月26日  | Chap.29  | 凌的行踪                     |
| 第7卷 1994年7月26日  | Chap.30  | 丧失记忆                     |
| 第7卷 1994年7月26日  | Chap.30  | 黑蜥蜴首脑登场！             |
| 第7卷 1994年7月26日  | 附录     | 作者小札★蓝丝绒战士          |
| 第8卷 1994年9月26日  | Chap.32  | 决战的展开                   |
| 第8卷 1994年9月26日  | Chap.33  | 凌的过去                     |
| 第8卷 1994年9月26日  | Chap.34  | 搭档的牵绊                   |
| 第8卷 1994年9月26日  | Chap.35  | 终战                         |
| 第8卷 1994年9月26日  | 最终回   | 新的开始                     |
| 第8卷 1994年9月26日  | 附录     | 作者小札★蓝丝绒战士          |

## 相關項目
- 甜心戰士F